# Simeón I de Bulgaria
Simeón I, llamado Simeón el Grande (en búlgaro: Симеон I Велики, trans. Simeon I Veliki, antiguo búlgaro, Сѷмєѡнъ А҃ Вєликъ; 864/865-27 de mayo de 927), fue zar (emperador) del Primer Imperio búlgaro (925-927) y un soberano guerrero que hizo de su corte un centro cultural. Educado en Constantinopla (actual Estambul), Simeón sucedió a su padre, Boris I, en 893 después del breve reinado de su hermano mayor, Vladimir.
Su ambición dominante, que fue ascender al trono imperial de Bizancio, una aspiración compartida así mismo por muchos zares búlgaros posteriores, condujo a Simeón a embarcarse en muchas guerras con el Imperio bizantino (894, 896, 913, 917, 923). Nunca consiguió tomar Constantinopla, a pesar de que estuvo varias veces a su merced, pero tomó para sí el título de «zar de todos los búlgaros» (925) y también declaró el Arzobispado autónomo búlgaro como autocéfalo y lo elevó a la categoría de Patriarcado. En los Balcanes, extendió el poder de Bulgaria sobre el sur de Macedonia, el sur de Albania, y Serbia, que se convirtieron en sus vasallos; pero el dominio búlgaro al norte del Danubio se perdió probablemente durante su reinado. Simeón se casó dos veces y dejó cuatro hijos, de los cuales el mayor de su segundo matrimonio, Pedro I, lo sucedió.

## Primeros años y ascenso al trono
Simeón nació en 864 u 865, como el tercer hijo del kniaz (príncipe) Boris I, quien pertenecía a la dinastía Krum. Debido a que su padre había cristianizado a Bulgaria en 865, Simeón nació y permaneció cristiano durante toda su vida. Habiendo nombrado a su hijo mayor, Vladimir, como su heredero natural al trono búlgaro, Boris quería que su hijo menor se convirtiera en un clérigo de alto rango, posiblemente en arzobispo de Bulgaria, y, con este objetivo, lo envió con trece años a la Universidad de Constantinopla para que recibiese una educación teológica. Adoptó el nombre de Simeón durante su noviciado en un monasterio de la capital imperial. En la década siguiente (ca. 878-888), recibió una excelente educación y estudió la retórica de Demóstenes y Aristóteles. También aprendió a hablar fluidamente el griego hasta el punto de ser llamado «medio griego» en las crónicas bizantinas. Se especula que pudo estar bajo la tutela del patriarca, Focio, algo que no es posible de comprobar en ninguna fuente conocida.
Alrededor de 888, retornó a Bulgaria y se estableció en el recién fundado monasterio real de Preslav «en la desembocadura del Tiča», donde, bajo la supervisión de Naum de Preslav, se dedicó a la traducción de importantes obras religiosas del griego al antiguo eslavo eclesiástico (búlgaro antiguo) junto con otros estudiantes de Constantinopla. Mientras tanto, Vladimir ascendió al trono después de que su padre Boris se retirara a un monasterio. El nuevo gobernante a fin de impedir que Bulgaria cayese en manos de Bizancio, decidió perseguir el cristianismo y es posible que también firmase un pacto contra los bizantinos con Arnulfo de Carintia, lo que obligó a Boris a salir de su retiro. Simeón recibió el trono después que su padre depusiera a Vladimir y ordenara que fuese encarcelado y cegado. Su ascensión fue confirmada en una asamblea en Preslav que también proclamó el búlgaro como la única lengua oficial del estado y de la iglesia y trasladó la capital de Pliska a Preslav para consolidar la conversión del país al cristianismo. Se desconoce por qué Boris no colocó a su segundo hijo, Gabriel, en el trono en vez de su tercer hijo.

## Guerra comercial contra el Imperio bizantino e invasiones magiares
Con Simeón en el trono, la larga paz con los bizantinos firmada por su padre estaba pronta a acabar. Un conflicto surgió cuando el emperador León VI el Sabio, supuestamente actuando bajo la presión de su amante Zoe Zautzina y de su padre, Estiliano Zautzes, trasladó el monopolio comercial búlgaro de Constantinopla a Tesalónica, donde los comerciantes búlgaros estaban obligados a pagar pesados impuestos. Los comerciantes pidieron la ayuda del monarca búlgaro, quien reclamo a León pero fue completamente ignorado.

Bulgaria a principios del reinado de Simeón I.

En el otoño de 894, Simeón invadió el Imperio bizantino desde el norte y encontró poca resistencia debido a que las tropas bizantinas estaban concentradas en Anatolia oriental para contener las invasiones árabes. Informado de la ofensiva búlgara, el sorprendido León envió un ejército compuesto de guardias y otras unidades militares que consiguió juntar en la capital para detenerla, pero fue completamente destruido en alguna parte del thema de Macedonia. Los búlgaros apresaron a la mayor parte de los guardias, que eran mercenarios jazaros y mataron a muchos arcontes, incluido un general. Sin embargo, tuvieron que retirarse apresuradamente para hacer frente una invasión de los magiares en el norte de Bulgaria. Estos eventos fueron posteriormente llamados «la primera guerra comercial en la Europa medieval» por los historiadores búlgaros.
Incapaz de responder de forma efectiva a la campaña búlgara por causa del posicionamiento de sus tropas, los bizantinos convencieron a los magiares para que atacaran Bulgaria prometiéndoles la ayuda de su armada para cruzar el Danubio. León VI también pudo haber firmado un acuerdo con Arnulfo para asegurar que los francos no apoyaran a Simeón contra los magiares. Además de eso, el general Nicéforo Focas fue llamado de vuelta del sur de Italia para dirigir otro ejército en 895 con la intención de intimidar a los búlgaros. Simeón, sin saber de la amenaza del norte, fue al encuentro de las fuerzas de Focas, pero los dos ejércitos no llegaron a enfrentarse. En lugar de eso, los bizantinos ofrecieron una paz, informando al monarca búlgaro sobre los ataques por tierra y por mar bizantinos, pero sin mencionar el planeado ataque magiar. Simeón, sospechando, arrestó al emisario bizantino y ordenó que la ruta utilizada por la armada bizantina para llegar al Danubio fuese bloqueada con cuerdas y cadenas hasta que pudiera hacer frente a las fuerzas de Nicéforo Focas.
A pesar de los problemas provocados por este bloqueo, los bizantinos finalmente consiguieron ayudar a los magiares, liderados por el hijo de Árpád, Liüntika, en su cruce por el Danubio, probablemente en algún lugar cerca de la moderna ciudad de Galaţi, y les ayudaron a saquear las tierras búlgaras. Al enterarse de la invasión, Simeón marchó hacia el norte dejando algunas tropas en el sur para evitar un posible ataque por parte de Focas. Los dos encuentros que tuvo con el enemigo en el norte de Dobruja resultaron en victorias magiares y se vio obligado a retirarse a Drastar. Después de saquear la mayor parte de Bulgaria y llegar a las puertas de Preslav, los magiares regresaron a casa, pero no antes de que Simeón concluyera un armisticio con Bizancio en el verano de 895. La paz todavía tendría que esperar, pues León VI quería que los prisioneros bizantinos de la guerra comercial fuesen liberados.

## Campaña contra los magiares y nuevas guerras contra los bizantinos

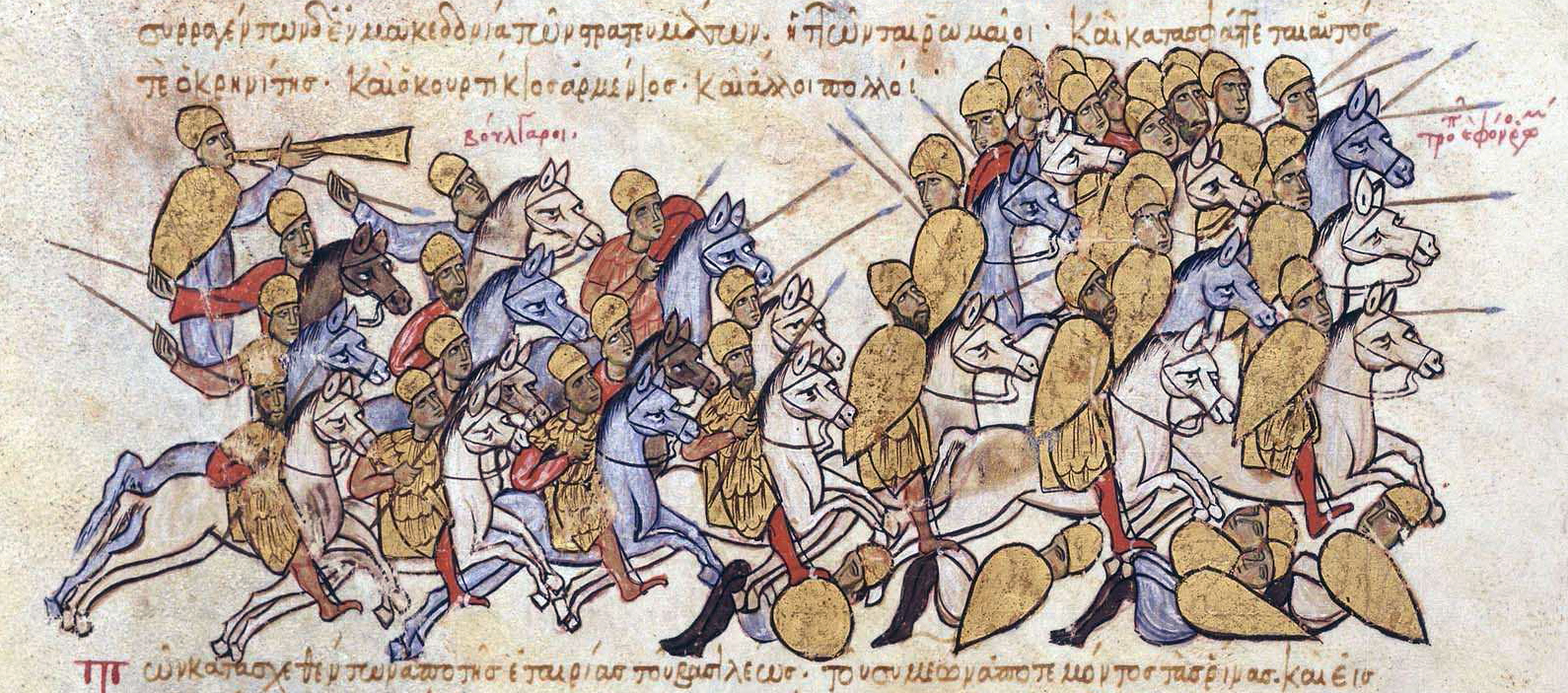
El ejército de Simeón I derrota a los bizantinos comandados por Procopio Crenites and Curtacio el Armenio en Macedonia. Grabado del Madrid Skylitzes.

Habiendo lidiado con la presión de los magiares y de los bizantinos, Simeón estaba ahora libre para planear una campaña de represalia contra los magiares. Negoció la creación de una fuerza conjunta con los vecinos orientales de los magiares, los pechenegos, y aprisionó al enviado bizantino León Querosfactes para retrasar la liberación de los prisioneros hasta después de la campaña, lo que le permitiría negociar la paz en mejores condiciones. En un intercambio de correspondencia con el enviado, el monarca rehusó liberar a los prisioneros y ridiculizó las habilidades astrológicas de León VI.
Utilizando la invasión magiar en las tierras eslavas vecinas en 896 como casus belli, finalmente marchó contra los magiares junto con sus nuevos aliados pechenegos ese mismo año, derrotándolos completamente en la batalla del Buh meridional. Los magiares se vieron forzados a abandonar Etelköz para siempre y se trasladaron a Panonia. Después de esta victoria, Simeón finalmente puso en libertad a los prisioneros bizantinos a cambio de los búlgaros capturados en 895.

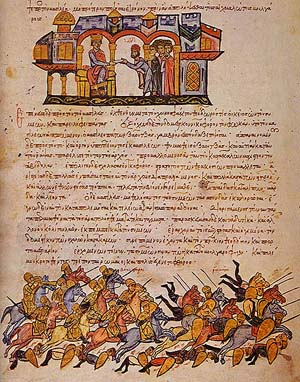
Los búlgaros derrotan a los bizantinos en Bulgarófigo en 896. Grabado del Madrid Skylitzes.

Alegando que no todos los prisioneros habían sido puestos en libertad, Simeón invadió nuevamente el Imperio bizantino en el verano de 896 y marchó directamente hacia Constantinopla. En la Tracia bizantina, tuvo que enfrentar un ejército bizantino reunido a toda prisa, pero lo aniquiló en la batalla de Bulgarófigo (cerca la actual Babaeski, Turquía). Armando prisioneros árabes y enviándolos a combatir contra los búlgaros como una medida desesperada, León VI consiguió repelerlos de Constantinopla, ya que estaban sitiándola. La guerra terminó con un tratado la paz que duraría hasta la muerte de León VI en 912 y cuyos términos forzaban a Bizancio a pagar un tributo anual a los búlgaros. El tratado también obligaba a los bizantinos a ceder el área entre el mar Negro e Istranca al Imperio búlgaro. Durante este período, Simeón también consiguió imponer su autoridad sobre Serbia y, a su vez, reconoció a Pedro Gojniković como príncipe.
Sin embargo, el monarca búlgaro frecuentemente violaba los términos del tratado, atacando y conquistando territorios bizantinos en diversas ocasiones, como en 904, cuando el general bizantino renegado León de Trípoli y sus árabes aprovecharan la confusión provocada por las incursiones búlgaras para lanzar una campaña marítima y atacar Tesalónica. Después de que los árabes hubieran saqueado la ciudad, Tesalónica se había convertido en un blanco fácil no solo para Bulgaria, sino también para los vecinos eslavos. Para disuadir a Simeón de capturar la ciudad y poblarla con eslavos, León VI se vio obligado a hacer nuevas concesiones territoriales a los búlgaros en la región de Macedonia: todas las tierras habitadas por los eslavos allí y en Albania fueron cedidas a los búlgaros y la frontera fue trazada a solo 20 km de Tesalónica.

## Reconocimiento como emperador

El Imperio de Simeón el Grande.

A la muerte de León VI el 11 de mayo de 912 y la ascensión de su pequeño hijo Constantino VII bajo la tutela de su tío Alejandro —que expulsó a Zoe Karbonopsina, la madre del menor y la cuarta esposa de León, del palacio— constituyó una gran oportunidad para Simeón de intentar otra campaña contra Constantinopla. En la primavera de 913, sus emisarios que habían llegado a la capital para renovar la paz de 896 fueron expulsados por Alejandro, quien se negó a pagar el tributo anual y le advirtió que se preparase para la guerra. Antes de que Simeón pudiese atacar, Alejandro murió (el 6 de junio de 913), dejando el imperio en manos de una regencia encabezada por el patriarca de Constantinopla Nicolás I el Místico. Muchos residentes de Constantinopla no reconocieron al joven emperador y en cambio apoyaron al pretendiente Constantino Ducas, que, exacerbada por las revueltas en el sur de Italia y la planeada invasión árabe en Anatolia oriental, únicamente favorecían a Simeón. Nicolás trató de disuadir a Simeón de su planeada invasión en una larga serie de cartas, sin embargo, el monarca búlgaro atacó con un gran ejército en julio o agosto de 913, llegando a las puertas de Constantinopla sin enfrentar resistencia y sitiándola nuevamente.
Sin embargo, la anarquía en Constantinopla había cesado después del asesinato del pretendiente Constantino Ducas, y un gobierno se había formado con el patriarca Nicolás a la cabeza. Esto instó al búlgaro a levantar su asedio y entrar en negociaciones de paz, para alegría de los bizantinos. Las prolongadas negociaciones dieron como resultado el pago de los tributos atrasados, la promesa de que Constantino VII se casaría con una de las hijas de Simeón y, más importante, el reconocimiento oficial del monarca búlgaro como emperador por el patriarca Nicolás en el palacio de Blanquerna.
Poco después de la visita de Simeón a Constantinopla, la madre de Constantino, Zoe, regresó a la corte ante la insistencia del joven emperador e inmediatamente comenzó a eliminar a los regentes. A través de un complot, consiguió asumir el poder en febrero de 914 —prácticamente removiendo a Nicolás del gobierno— y comenzó a rechazar y ocultar el reconocimiento del título imperial búlgaro. Además, también canceló el planeado matrimonio de su hijo con la hija del emperador búlgaro. Simeón invadió Tracia nuevamente en el verano de 914 y capturó Adrianópolis. Zoe se apresuró a enviar numerosos presentes para intentar reconciliarse y consiguió convencerlo de devolver la ciudad y retirarse. En los años siguientes, las fuerzas búlgaras continuaron actuando en las provincias bizantinas al noroeste, cerca de Dirraquio y Tesalónica, pero no hubo una nueva campaña contra Constantinopla.

## Victorias en Aqueloo y Katasyrtai

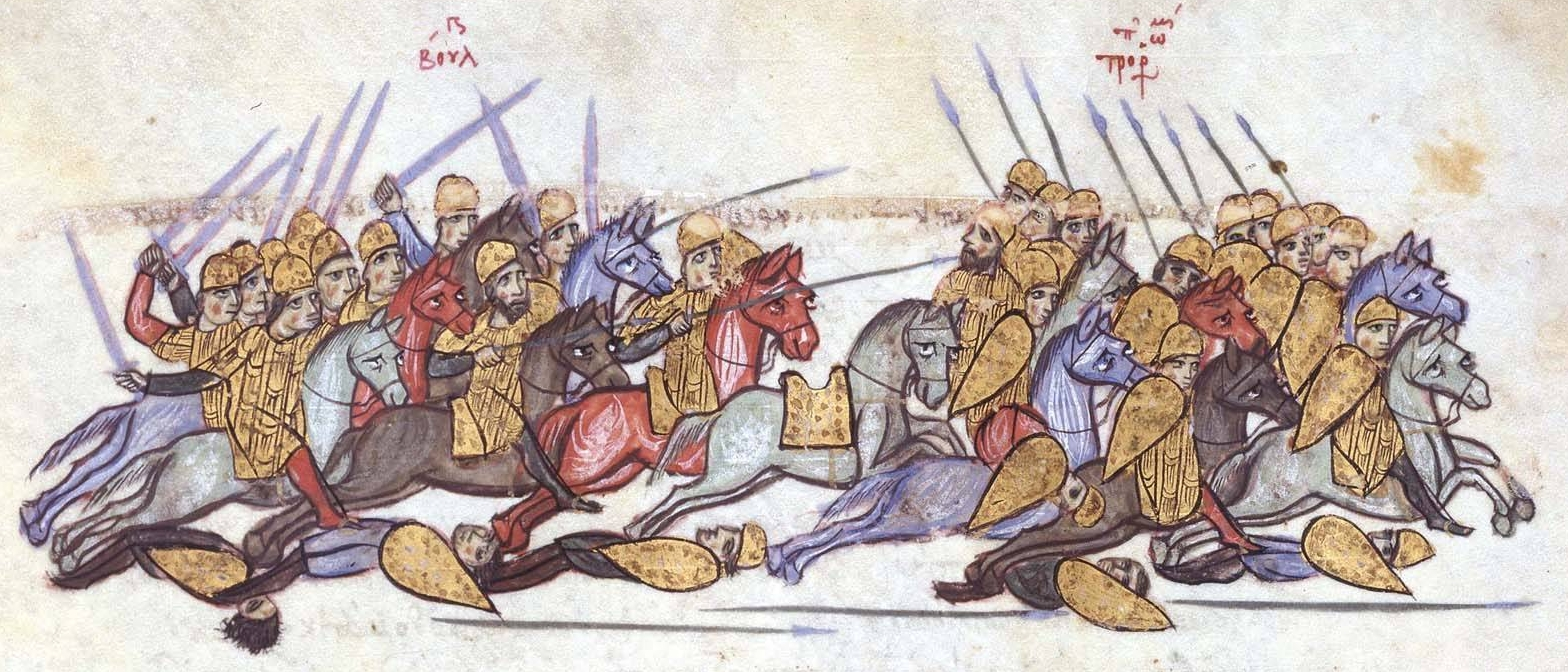
La victoria búlgara en Anquialo, Madrid Skylitzes.

En 917, Simeón se estaba preparando para otra guerra contra el Imperio bizantino. Intentó crear una alianza con los pechenegos, pero sus emisarios no conseguían competir con los recursos financieros de los bizantinos, que armaron una gran campaña contra Bulgaria. Inclusive intentaron convencer al príncipe serbio Pedro Gojniković de participar en el ataque con el apoyo de los magiares.
En ese mismo año, un poderoso ejército bizantino dirigido por León Focas el Viejo, hijo de Nicéforo Focas, invadió Bulgaria en un ataque coordinado con la armada bizantina comandada por Romano Lecapeno. De camino a Mesembria, donde debían encontrarse con los refuerzos que estaban siendo transportados por la armada, las fuerzas de Focas acamparon cerca del río Aqueloo, no muy lejos del puerto de Anquialo. Cuando se enteró de la invasión, el zar marchó inmediatamente para interceptar a los bizantinos y atacó desde las colinas cercanas, tomándolos por sorpresa. La batalla de Aqueloo, librada el 20 de agosto, fue una de las más grandes de la historia medieval y término en una decisiva victoria búlgara. Aunque Focas había conseguido escapar hacia Mesembria, la mayor parte de sus comandantes habían muerto. Décadas después, León el Diácono, escribiría que «pilas de huesos todavía se podían ver hasta el día de hoy en el río Aqueloo, donde un ejército bizantino fue destruido de forma infame».

Mapa de los movimientos en la batalla de Aqueloo o Anquialo.

El planeado ataque de los pechenegos por el norte también fracasó debido a que discutieron con el almirante Lecapeno y terminó negándose a transportarlos a través del Danubio. Los magiares y los serbios tampoco entraron en la guerra: Los primeros estaban ocupados con sus aliados francos en Europa Occidental y los serbios se mostraban reacios porque Miguel de Zahumlia, un aliado de Bulgaria, había avisado a Simeón del plan.
El ejército búlgaro continuó haciendo campaña después de la victoria en Aqueloo y pronto consiguió otra victoria. La fuerza búlgara enviada para perseguir lo que había quedado de las fuerzas bizantinas se aproximó a Constantinopla y se enfrentó nuevamente con León Focas, quien había conseguido volver al territorio bizantino cerca del pueblo de Katasyrtai, en las afueras de la capital. Las fuerzas búlgaras atacaron nuevamente y lograron derrotar a los bizantinos, destruyendo sus últimas unidades antes de regresar a Bulgaria.

## Sublevación serbia y las campañas finales contra los bizantinos
Poco después de la campaña, Simeón se volvió contra el príncipe serbio Pedro Gojniković por haber intentado aliarse con los bizantinos. El zar envió un ejército liderado por dos de sus comandantes, Teodoro Sigritsa y Marmais a Serbia. Los dos consiguieron convencer a Pedro de participar personalmente en una reunión en la que fue capturado y enviado a Bulgaria, donde murió en un mazmorra. Simeón colocó a Pablo Branović, que estaba exiliado en Bulgaria, en el trono de Serbia, recuperando así el control de la región por un tiempo.
Mientras tanto, los fracasos militares bizantinos provocaron un nuevo cambio de gobierno en Constantinopla: el almirante Romano Lecapeno substituyó a Zoe como regente del pequeño Constantino VII en 919, y forzándola a entrar en un convento. Romano obligó al joven a casarse con su hija, Helena, y se proclamó coemperador en diciembre de 920, asumiendo el control del imperio y frustrando así nuevamente el plan del emperador búlgaro.
Incapaz de tomar el trono bizantino por medios diplomáticos, el enfurecido emperador búlgaro nuevamente tuvo que guerrear para imponer su voluntad. Entre 920 y 922, Bulgaria aumentó la presión sobre los bizantinos, haciendo campaña en el oeste a través de Tesalia hasta llegar al istmo de Corinto y en el este en Tracia hasta alcanzar y cruzar los Dardanelos para poner sitio a la ciudad de Lámpsaco. Las fuerzas búlgaras aparecieron a las puertas de Constantinopla en 921 después de que capturaran Adrianópolis nuevamente y exigieran la deposición de Romano. Al año siguiente, después de la victoria en la batalla de Pegai, los búlgaros quemaron casi todo el Cuerno de Oro y capturaron Bizye. Mientras tanto, los bizantinos intentaron incitar a los serbios contra Simeón, pero el emperador búlgaro reaccionó primero y substituyó a Pablo por Zacarías Pribislavljević, que estaba refugiado en Constantinopla antes de ser capturado.

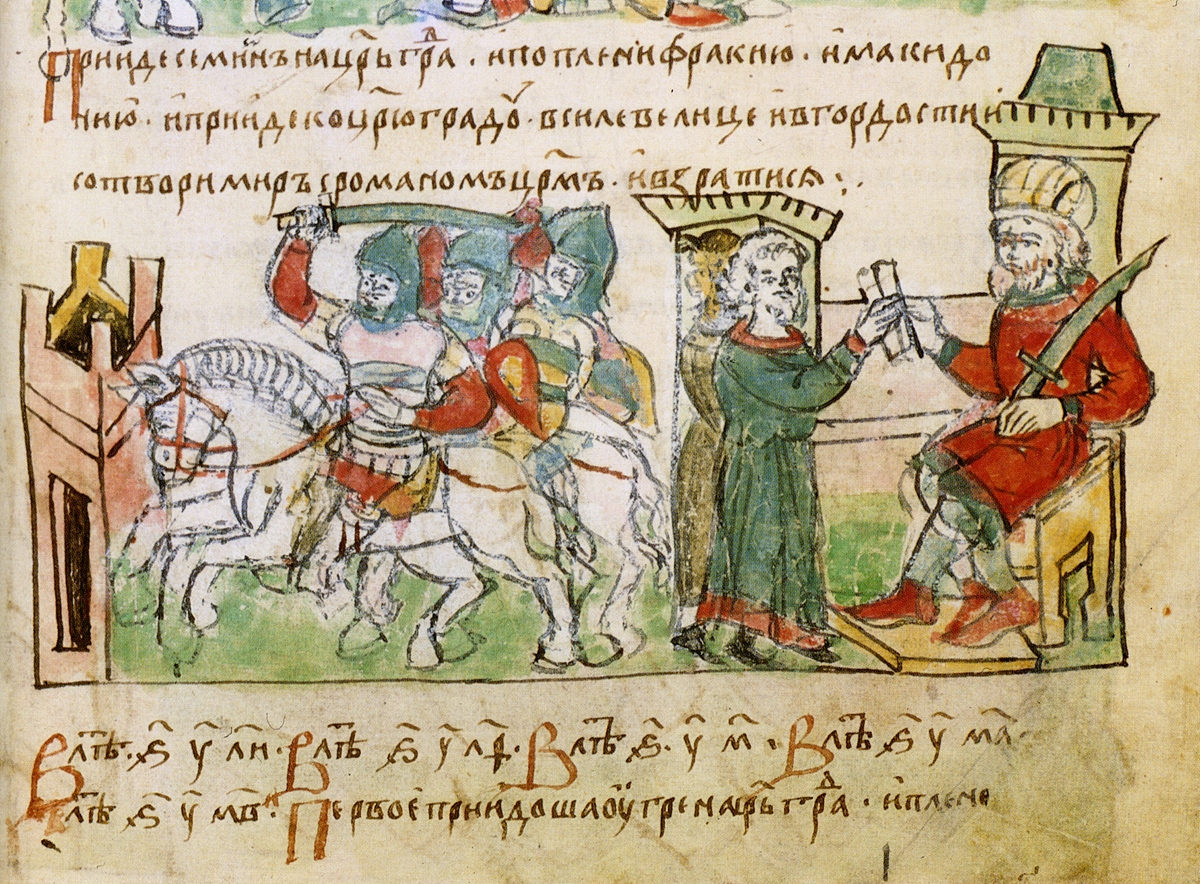
El emperador bizantino Romano I Lecapeno negociando con Simeón I de Bulgaria c. 922-924. Miniatura de la crónica de Radziwiłł.

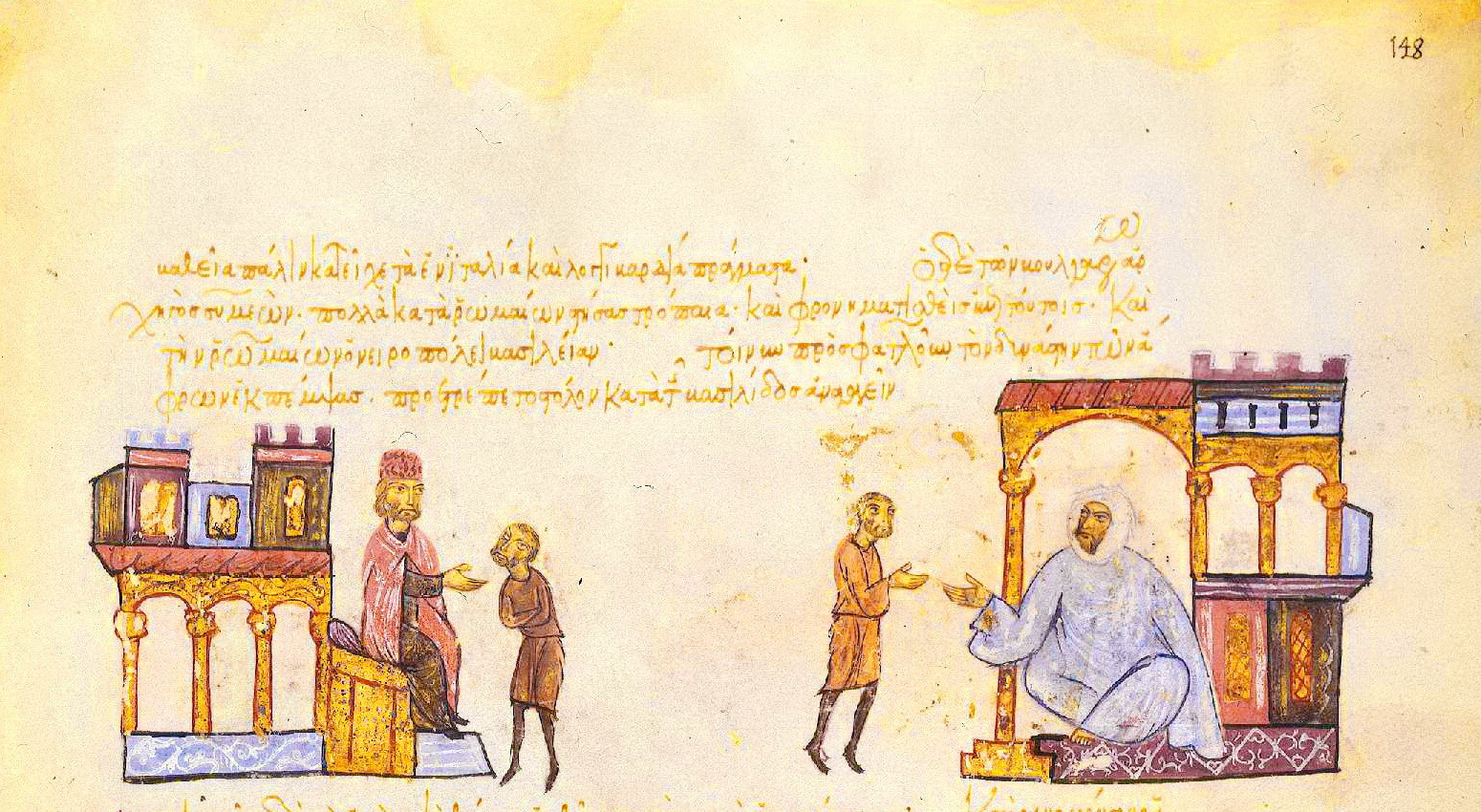
Simeón envía embajadores a los fatimíes, Madrid Skylitzes.

Desesperado por conquistar Constantinopla, Simeón había diseñado una gran campaña para 924 y envió emisarios al califa fatimí, Abdullah al-Mahdi Billah para tratar de utilizar su poderosa armada en el ataque. El califa accedió y envió a sus propios emisarios a los búlgaros para acordar los detalles. Pero los enviados fueron capturados por los bizantinos en Calabria y Romano, para saber del plan, ofreció la paz y generosos presentes a los árabes, arruinando la alianza del emperador búlgaro.
En Serbia, Zacarías fue persuadido por los bizantinos a rebelarse y recibió el apoyo de muchos búlgaros insatisfechos con las incesantes campañas de Simeón contra el Imperio bizantino. El emperador búlgaro envió sus tropas, nuevamente bajo el mando de Sigritsa y Marmais, pero fueron derrotadas y los dos comandantes, decapitados, obligando a Simeón a un armisticio con los bizantinos para poder concentrarse en la revuelta. Simeón envió un nuevo ejército, esta vez encabezada por Časlav Klonimirović, para deponer a Zacarías, que huyó a Croacia. Después de esta victoria, la nobleza serbia fue convocada por el nuevo príncipe para que jurara lealtad a su persona y personalmente a Bulgaria. Sin embargo, no aparecieron. Todos los nobles fueron arrestados y decapitados y Bulgaria anexó directamente a Serbia.
En el verano de 924, Simeón consiguió nuevamente llegar a Constantinopla y exigió reunirse con el patriarca y el emperador. Habló con Romano en el Cuerno de Oro el 9 de septiembre y acordó una tregua cuyos términos exigían el pago de un tributo anual por los bizantinos a los búlgaros. A cambio, el emperador búlgaro tendría que devolver algunas ciudades en la costa del mar Negro. Durante la conversación, se dice que dos águilas fueron vistas en el cielo, primero juntas y luego separadas, una volando a Constantinopla y la otra a Tracia, que fue tomada como un signo de imposibilidad de reconciliación entre los dos emperadores. En su descripción de la reunión, Teófanes Continuatus menciona que «los dos emperadores... hablaron», lo que podría indicar que los bizantinos pasarían a reconocer nuevamente sus pretensiones imperiales.

## Guerra contra Croacia y últimos años
Probablemente después (o posiblemente en la misma época) de la muerte del patriarca Nicolás I el Místico en 925, Simeón elevó el estatus de la Iglesia búlgara a un Patriarcado. El acto puede estar relacionado con los contactos diplomáticos del emperador con el papado entre 924 y 926 en la que exigió (y recibió) de Juan X el reconocimiento a su título de «emperador de los romanos», idéntico al emperador bizantino, y, posiblemente, la confirmación de la condición patriarcal del líder de la Iglesia búlgara.
En 926, las fuerzas del emperador búlgaro, comandadas por Alogobotur, invadieron Croacia, aliados con los bizantinos, pero fueron completamente derrotados por el ejército del rey Tomislav I de Croacia en la batalla de las Tierras Altas de Bosnia. Temiendo una represalia, Tomislav aceptó abandonar su alianza con los bizantinos y con la ayuda del legado papal Madalberto, firmó una paz basada en el statu quo ante bellum. En los últimos meses de su vida, Simeón estaba preparando un nuevo asedio a Constantinopla a pesar de los desesperados llamamientos de paz por parte de Romano.
El 27 de mayo de 927, murió de un ataque cardiaco en su palacio de Preslav. Los cronistas bizantinos relatan una leyenda según la cual el emperador búlgaro murió al mismo tiempo que Romano decapitó una estatua de Simeón.
Fue sucedido por su hijo Pedro, con Jorge Sursuvul, el abuelo o tío materno del niño, que sirvió como regente. Como parte del tratado de paz que los búlgaros y bizantinos firmaron en octubre de 927 —y confirmado por el matrimonio de Pedro con María (Irene), una nieta de Romano—, las fronteras existentes fueron confirmadas así como la dignidad imperial del gobernante búlgaro y el estado patriarcal de la Iglesia de Bulgaria.

## Matrimonio y descendencia
Simeón se casó dos veces. Con su primera esposa, cuya identidad es desconocida, tuvo un hijo llamado Miguel, que nació antes de 913. Fue excluido de la sucesión en 927 y enviado a un monasterio. Murió en 931 después de organizar una revuelta.
Con su segunda esposa llamada María Sursuvul, la hija o hermana del influyente Jorge Sursuvul, tuvo tres hijos: Pedro, quien lo sucedió en el trono en 927 y gobernó hasta 969; Iván, quien se rebeló contra Pedro en 928 y huyó a Bizancio; y Benjamín o Boyan, que, según el historiador lombardo Liutprando de Cremona, «poseía el poder de transformarse en lobo u otro animal extraño».
Simeón también tuvo varias hijas, incluyendo a una que fue comprometida con Constantino VII en 913 y que, por lo tanto, nació antes de eso. Este matrimonio fue anulado por la madre de Constantino, Zoe Karbonopsina, luego que consiguiera regresar a la corte bizantina después de haber sido expulsada por el tío del niño, el emperador Alejandro.

## Legado

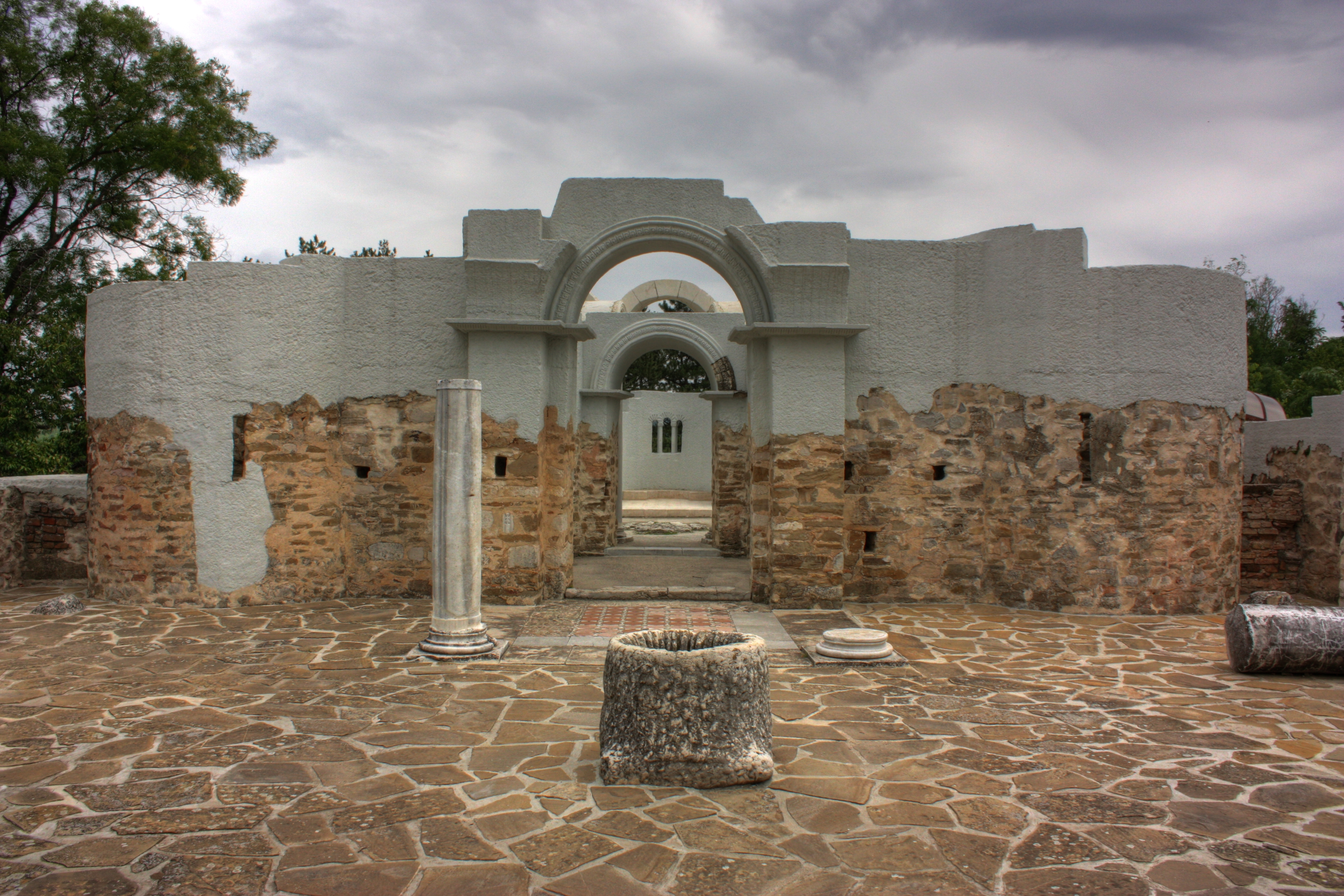
Ruinas de la Iglesia Dorada o Redonda, Preslav.

Durante el reinado de Simeón, Bulgaria alcanzó su apogeo cultural, convirtiéndose en el centro literario y espiritual de la Europa eslava. Simeón continuó la política cultural de Boris, para consolidar y diseminar la cultura eslava; y de atraer académicos y escritores. Fue en la escuela literaria de Preslav y en la escuela literaria de Ohrid, ambas fundadas por Boris, que se concentró la producción literaria búlgara del periodo.
El periodo final del siglo ix e inicio del siglo x constituyó el más antiguo y más productivo de la literatura medieval búlgara. Habiendo pasado sus primeros años en Constantinopla, Simeón introdujo la cultura bizantina a la corte búlgara al mismo tiempo que conseguía evitar la asimilación cultural a través del poderío militar y de la autonomía religiosa. Los discípulos de Cirilo y Metodio, entre ellos Clemente de Ohrid, Naum y Constantino de Preslav, continuaron su trabajo educacional en Bulgaria, traduciendo diversos textos cristianos, como la Biblia y las obras de Juan Crisóstomo, Basilio de Cesárea, Cirilo de Alejandría, Gregorio Nacianceno, Atanasio de Alejandría, y también las crónicas históricas como las de Juan Malalas y Jorge Hamartolus, para el búlgaro. El reinado de Simeón también fue testigo de la producción de diversos trabajos teológicos y seculares originales, como los Seis Días (Šestodnev) de Juan el Exarca, una Oración Alfabética y la Proclamación del Santo Evangelio de Constantino de Preslav y Un Relato sobre las Epístolas de Cernorizec Hrabar. La contribución del propio Simeón a este florecimiento literario fue elogiada por sus contemporáneos, como es el caso del «Elogio al Zar Simeón», preservado en la colección Zlatostruj, y la «Colección de Simeón», cuya adición fue escrita por el propio emperador.
Simeón transformó su nueva capital, Preslav, en un magnífico centro religioso y cultural cuyo propósito no era ser apenas una fortaleza militar y la residencia del emperador, sino también una demostración de la evolución búlgara. Según el historiador Petǎr Delev, «con sus más de veinte iglesias en cruz con cúpula, diversos monasterios, un impresionante palacio real y la magnífica Iglesia Dorada (o Redonda), Preslav era una verdadera capital imperial». El desarrollo del arte en el período puede ser representado por el icono en cerámica de Teodoro Stratelates y en los azulejos pintados en el estilo de Preslav.

## Simeón I en la cultura popular

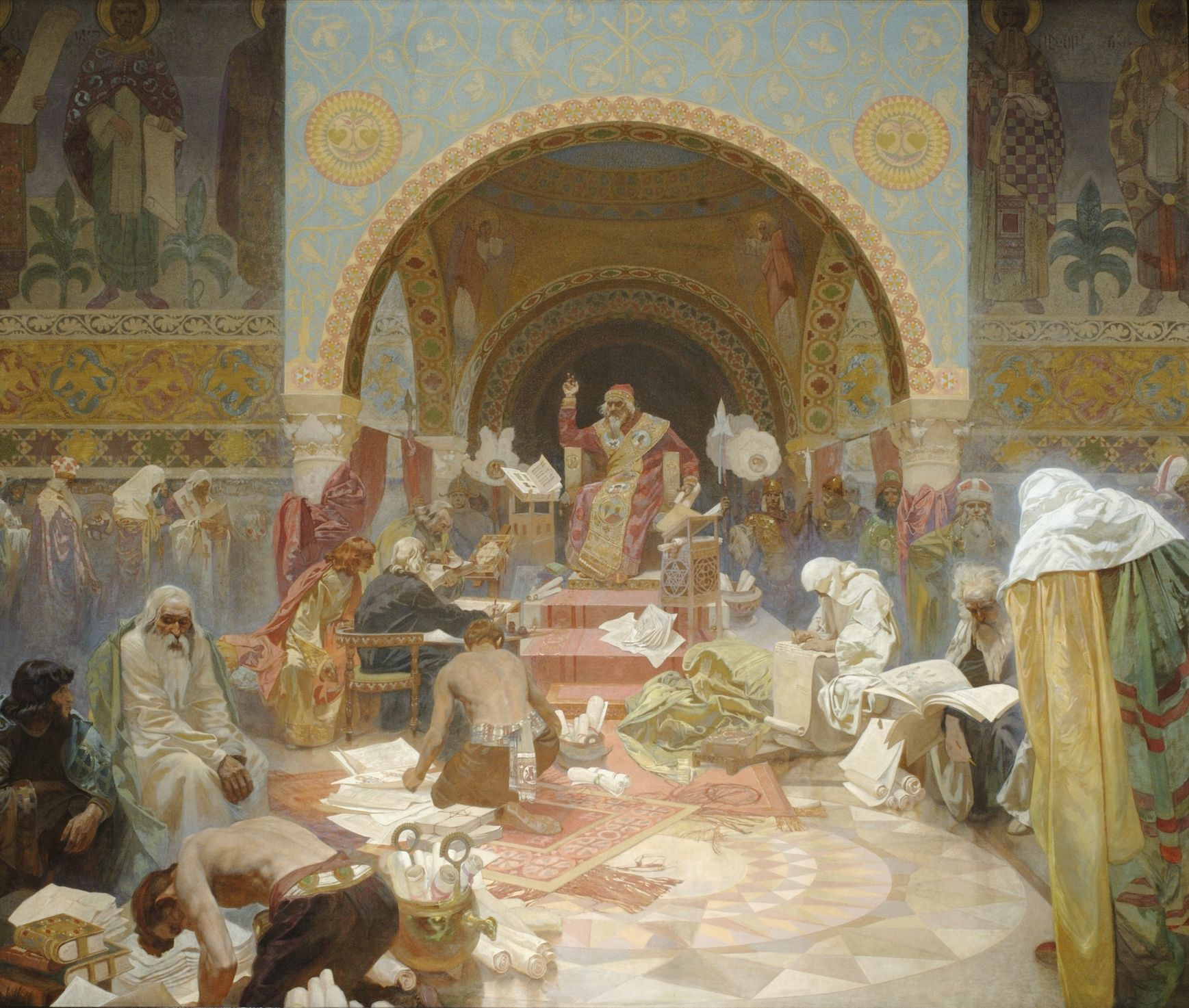
Simeón, la «Estrella de la mañana de la literatura eslava» (1923). Obra de Alfons Mucha, actualmente en Praga, República Checa.

El zar Simeón I es considerado una de las más importantes y queridas figuras históricas búlgaras y ocupa el cuarto lugar como «el mejor búlgaro de los tiempos» en el programa de televisión Velikite Balgari (una serie derivada de los 100 Greatest Britons) en febrero de 2007. El último monarca búlgaro, Simeón de Sajonia-Coburgo-Gotha, fue bautizado en su honor. En los últimos años del dominio otomano, la popularidad de Simeón I creció mucho y era visto como un ejemplo en el período conocido como el «Despertar nacional búlgaro».
Una marca fina de rakia (un licor muy popular en los Balcanes), Car Simeon Veliki, también lleva el nombre de Simeón y un pico en la Antártida, en la isla Livingston (parte de las Islas Shetland del Sur) recibió de la Comisión Búlgara para los Topónimos Antárticos el nombre de "Pico Simeón".
Simeón el Grande también aparece regularmente en obras de ficción. El escritor búlgaro Ivan Vazov le dedicó el poema patriótico para niños, «Car Simeon», que después recibió un arreglo musical, «Kraj Bosfora šum se vdiga» («Un Clamor se Eleva por el Bósforo»). Una serie dramática de once episodios filmados en 1984, Zlatnijat vek (Edad de Oro), relata la historia del reinado de Simeón, que fue interpretado por Marius Donkin.
La pintura, «El Zar Búlgaro Simeón» es parte de los 20 lienzos hechos por Alfons Mucha, La Épica Eslava.

## Ancestros
| \| \| \| \| \| \| \| \| \| \| \| \| \| \| \| \| \| \| \| \| 16. Omurtag \| \| \| \| \| \| \| \| \| \| \| \| \| \| \| \| \| \| \| \| \| \| \| \| \| \| \| \| \| \| \| \| \| \| \| \| \| \| \| \| \| \| \| \| \| \| \| \| \| \| \| \| \| \| 8. Zvinitsa \| \| \| \| \| \| \| \| \| \| \| \| \| \| \| \| \| \| \| \| \| \| \| \| \| \| \| \| \| \| \| \| \| \| \| \| \| \| \| \| \| \| \| \| \| \| \| \| \| \| \| \| \| \| 4. Presian I de Bulgaria \| \| \| \| \| \| \| \| \| \| \| \| \| \| \| \| \| \| \| \| \| \| \| \| \| \| \| \| \| \| \| \| \| \| \| \| \| \| \| \| \| \| \| \| \| \| \| \| \| \| \| \| \| \| 2. Boris I de Bulgaria \| \| \| \| \| \| \| \| \| \| \| \| \| \| \| \| \| \| \| \| \| \| \| \| \| \| \| \| \| \| \| \| \| \| \| \| \| \| \| \| \| \| \| \| \| \| \| \| \| \| \| \| \| \| 1. Simeón I de Bulgaria \| \| \| \| \| \| \| \| \| \| \| \| \| \| \| \| \| \| \| \| \| \| \| \| \| \| \| \| \| \| \| \| \| \| \| \| \| \| \| \| \| \| \| \| \| \| \| \| \| \| \| \| \| \| 3. María \| \| \| \| \| \| \| \| \| \| \| \| \| \| \| \| \| \| \| \| \| \| \| \| \| \| \| \| \| \| \| \| \| \| \| \| \| \| \| \| \| \| \| \| \| \| \| \| \| \| \| \| |                          |  |  |  |  |  |  |  |  |  |  |  |  |  |  |  |
| |                          |  |  |  |  |  |  |  |  |  |  |  |  |  |  |  |
| | 16. Omurtag              |  |  |  |  |  |  |  |  |  |  |  |  |  |  |  |
| |                          |  |  |  |  |  |  |  |  |  |  |  |  |  |  |  |
| |                          |  |  |  |  |  |  |  |  |  |  |  |  |  |  |  |
| | 8. Zvinitsa              |  |  |  |  |  |  |  |  |  |  |  |  |  |  |  |
| |                          |  |  |  |  |  |  |  |  |  |  |  |  |  |  |  |
| |                          |  |  |  |  |  |  |  |  |  |  |  |  |  |  |  |
| | 4. Presian I de Bulgaria |  |  |  |  |  |  |  |  |  |  |  |  |  |  |  |
| |                          |  |  |  |  |  |  |  |  |  |  |  |  |  |  |  |
| |                          |  |  |  |  |  |  |  |  |  |  |  |  |  |  |  |
| | 2. Boris I de Bulgaria   |  |  |  |  |  |  |  |  |  |  |  |  |  |  |  |
| |                          |  |  |  |  |  |  |  |  |  |  |  |  |  |  |  |
| |                          |  |  |  |  |  |  |  |  |  |  |  |  |  |  |  |
| | 1. Simeón I de Bulgaria  |  |  |  |  |  |  |  |  |  |  |  |  |  |  |  |
| |                          |  |  |  |  |  |  |  |  |  |  |  |  |  |  |  |
| |                          |  |  |  |  |  |  |  |  |  |  |  |  |  |  |  |
| | 3. María                 |  |  |  |  |  |  |  |  |  |  |  |  |  |  |  |
| |                          |  |  |  |  |  |  |  |  |  |  |  |  |  |  |  |
| |                          |  |  |  |  |  |  |  |  |  |  |  |  |  |  |  |